# Émile Muselier
Émile Henry Muselier (17 de abril de 1882 - 2 de setembro de 1975) foi um militar francês que esteve presente nas duas Guerras Mundiais .
Em 30  junho  1940, foi o primeiro oficial a se apresentar a Charles de Gaulle em Londres, contribuindo de forma significativa na criação e formação da Marinha da França Livre .

## Patentes
| Data            | Patente                                         |
| --------------- | ----------------------------------------------- |
| 1904            | Enseigne de vaisseau                            |
| 1912            | Lieutenant de vaisseau (Tenente)                |
| julho 1918      | Capitaine de corvette (Capitão de corveta)      |
| 1922            | Capitaine de frégate (Capitão de fragata)       |
| 1926            | Capitaine de vaisseau (Capitão de mar e guerra) |
| 1933            | Contre-amiral (Contra-almirante)                |
| 10 outubro 1939 | Vice-amiral (Vice-almirante)                    |

## Condecorações
- Grand officier de la Légion d'honneur
- Compagnon de la Libération (1 de outubro de 1941)
- Cruz de Guerra 1914-1918
- Cruz de Guerra 1939-1945
- Croix de guerre des Théâtres d'opérations extérieures
- Croix du combattant volontaire
- 'Knight Grand Cross of the Bath, Reino Unido
- Commandeur de l’Ordre de Léopold de Belgique
- Chevalier des Saints-Maurice-et-Lazare
- Officier du sauveur de Grèce
- Commandeur de sainte Anne de Russie
- Mérite militaire Italien
- Commandeur de l’ordre Royal du Cambodge
- Officier du Trésor sacré (Japão)
- Grand cordon du Nicham Iftikhar